# Луис Финсън
Луис Финсън (Louis Finson; 1575 или 1580, Брюге  – 1617, Амстердам) е нидерландски художник от началото на XVI и XVII век, сред първите последователи на Караваджо във Франция и Нидерландия.

## Биография
Точната дата на раждането му е неизвестна и се смята, че е роден в Брюге през 1575 г. или 1580 г.
През 1600 г. заминава за Италия, където се обучава в живопис в Неапол и Рим. Италианският маниеризъм, сменен от стила Барок, влияе на творческия стил на младия художник, за което свидетелстват ранните му творби. По време на престоя му в Италия римските и неаполитанските художници са завладени от художествения стил на Караваджо, определяни като Караваджисти. Концепцията на Караваджо играе огромно влияние върху творческия стил на Луис Финсън. Той напуска Италия като твърд последовател на Караваджо.
В началото на 1613 г. Луис Финсън се премества в Марсилия, където рисува „Възкресението на Лазар“ за семейството на Пиер де Либерта. След това се премества в Екс ан Прованс, където рисува както картини на религиозна тематика, така и портрети на местните богати граждани. Възможността да рисува за катедралата „Свети Трофим“ отвежда художникът в Арл, през март 1614 г. За катедралата той рисува няколко картини, включително „Мъченичеството на Свети Стефан“ и „Поклонение на маговете“.
Луис Финсън напуска град Арл през юни и започва обиколка на Франция, като се спира в Монпелие, Тулуза, Бордо и Париж.
Луис Финсън се спира в Амстердам, където и умира през 1617 г. на 37-годишна възраст.
Освен с рисуване той се занимава и с продажба на картини на известни художници. Знае се, че е притежавал две картини на Караваджо. Картината „Юдит обезглавява Олоферн“ на Луис Финсън, изложена в Италиански галерии в Неапол, е абсолютно копие като тази на Караваджо.

## Картини
- „Юдит обезглавява Олоферн“
Италиански галерии
Неапол
- „Мария Магдалена в екстаз“
Музей на изящните изкуства
Марсилия, Франция
- „Мъченичеството
 на Свети Стефан“
катедралата „Свети Трофим“
Арл
- „Избиване на невинните“
Църква в Белгия
- „Възкресението на Лазар“
църквата „Шато Гьомер“ 
Марсилия
- „Възвестяване“
Музей „Каподимонте“
Неапол